# Sveti Marko (crnogorski otok)
Otok Školj, posljednjih godina poznatije kao otok Sveti Marko (Stradioti), najveći otok u bokokotorskom zaljevu i jedan od tri otoka Krtoljskog arhipelaga. Nalazi se u neposrednoj blizini Tivta, zapadno od otoka Miholjska prevlaka.
U vrijeme Nemanjića ovaj otok se nazivao otok sv. Gavrilo, jer se na njemu nalazio čuveni manastir sv. Gavrila, a naziv Stradioti dobiva u doba Mlečana jer je na njemu bio logor mletačkih vojnika grčkog podrijetla (stradiotes - vojnik).
Ovo je nenastanjen otok, a od 1968. god. pa sve do 1990. godine tu je bilo atraktivno turističko naselje "Sveti Marko", (po kome je otok postao poznat i dobio novi naziv) jedan od klubova u lancu "Mediteranee" iz Pariza. Danas je izvan turističke funkcije.

## Vanjske poveznice
|  | Zajednički poslužitelj ima još gradiva o temi Sveti Marko (crnogorski otok) |